# Cieplarnia (sztuka)
Cieplarnia (ang. The Hothouse) – sztuka Harolda Pintera, napisana w 1958 roku. Jest to najdłuższa spośród sztuk Pintera. Jej akcja dzieje się w tajnym instytucie badawczym, w którym pacjenci poddawani są torturom i eksperymentom medycznym. Głównymi tematami sztuki są przemoc, władza i biurokratyzm. Można ją również odczytywać jako sztukę polityczną.

## Treść
Akcja sztuki dzieje się w tajemniczym zakładzie medycznym, nadzorowanym przez bliżej niesprecyzowane Ministerstwo. Wiadomo jedynie, że pierwszy taki zakład został utworzony przez niejakiego Mike'a. Pacjenci w tym zakładzie są określani jedynie numerami, nie używa się ich imion i nazwisk. Według jednego z pracowników, Gibbsa, taką zasadę ustanowił poprzedni dyrektor instytucji. 
Akcja rozpoczyna się w dzień Bożego Narodzenia. Gibbs informuje dyrektora Roote, że pacjentka o numerze 6459 urodziła syna. Pacjentka nie chce podać personaliów ojca, twierdzi, że utrzymywała kontakty erotyczne z większością personelu. Gibbs obiecuje dyrektorowi dowiedzieć się kto spłodził dziecko. 
Tego samego dnia do zakładu wdziera się podstępem matka pacjenta 6457. Rozmawia z Lushem. Jest przekonana, że miejsce, w którym przebywa jej syn to zakład wypoczynkowy. Lush nie mówi jej, że 6457 zmarł kilka dni wcześniej. Przekonuje ją, że syn został przeniesiony do zakładu dla rekonwalescentów. Zadowolony z siebie Lush opowiada przebieg rozmowy Gibbsowi. Sugeruje też, że to Gibbs jest ojcem narodzonego w zakładzie dziecka. 
Gibbs rozmawia z nowym pracownikiem, Lambem. Lamb jest bardzo entuzjastycznie nastawiony do nowej pracy, marzy o awansie, dlatego chętnie godzi się na propozycję Gibbsa, który prosi go aby pomógł mu w eksperymentach. Gibbs i panna Cutts podłączają Lamba do przewodów elektrycznych i nakładają mu na uszy słuchawki. Poddają go elektrowstrząsom i zadają mu serię pytań dotyczących jego stanu psychicznego. Nie oczekują odpowiedzi na te pytania. 
Dyrektor Roote upija się wraz z Lushem. Lush sugeruje, że to Roote jest ojcem nowo narodzonego dziecka. Przychodzi Gibbs, który twierdzi, że udało mu się zidentyfikować ojca – ma nim być Lamb. Przychodzi Tubb i przynosi dyrektorowi prezent od niższego personelu – kaczkę. Namawia Roote'a, żeby wygłosił świąteczne przemówienie do personelu, który zgromadził się w stołówce i pacjentów, którym zamontowano głośniki przy pokojach. Roote decyduje się to zrobić później. 
Gibbs rozmawia z panną Cutts, która namawia go do zabicia dyrektora. 
Gibbs udaje się do gabinetu dyrektora, w którym wciąż przebywa Lush. Roote twierdzi, że Gibbs przyszedł go zamordować. Dochodzi do sprzeczki, wszyscy wyjmują broń. Przerywają słysząc niepokojące odgłosy z góry. Lush i Gibbs wychodzą z gabinetu, przed wyjściem Lush daje dyrektorowi prezent świąteczny – cygaro. 
Panna Cutts przychodzi do Roote'a, ubrana w szlafrok pacjentki 6459, dyrektor rozpoznaje szlafrok. Roote zapala cygaro od Lusha, cygaro wybucha. Następnie dyrektor wygłasza przemówienie świąteczne do mikrofonu. 
Słychać odgłosy otwieranych zamków, na korytarzach pojawiają się pacjenci, są podekscytowani, chichoczą. 
Gibbs znajduje się w gabinecie ministerialnym naczelnego dyrektora Lobba. Informuje go, że cały wyższy personel zakładu, oprócz niego, został w noc Bożego Narodzenia zamordowany. Sugeruje, że winien był Lamb, a przyczyną uwiedzenie przez Roote'a pacjentki 6459 i zabicie pacjenta 6457. Lobb mianuje Gibbsa nowym dyrektorem. 
Lamb znajduje się wciąż w dźwiękoszczelnym pokoju, w którym poddano go elektrowstrząsom. Wciąż podłączony jest do aparatury. Znajduje się w stanie katatonicznym. 

### Postacie
- Roote – dyrektor zakładu, były pułkownik.
- Gibbs – współpracownik dyrektora,
- Lamb – nowy pracownik zakładu, odpowiada za sprawdzanie czy wszystkie drzwi są zamknięte na klucz,
- Panna Cutts – kochanka Roote'a i Gibbsa.
- Lush – pracownik zakładu.
- Tubb – główny portier w zakładzie.
- Lobb – pracownik ministerstwa, dyrektor naczelny.

## Tło autobiograficzne
W latach pięćdziesiątych Pinter zarabiał jako ochotnik do eksperymentów medycznych w szpitalu w Londynie. Nie znał celu tych eksperymentów. Ten epizod posłużył pisarzowi do stworzenia Cieplarni.

## Realizacja sceniczna
Utwór długo nie był zrealizowany na scenie – po napisaniu go w 1958 roku Pinter uznał go za nieudany i zrezygnował z dalszych prac, rozważając jedynie wykorzystanie jego części jako słuchowiska radiowego. Po dwudziestu latach ponownie przeczytał Cieplarnię i uznał ją jednak za sztukę udaną. Wystawił ją na scenie we własnej adaptacji w 1980 roku w Hampstead Theatre w Londynie. Prapremiera odbyła się 24 kwietnia.